# Judit Polgárová
Judit Polgárová (maďarsky Polgár Judit, anglicky Judit Polgar; * 23. července 1976) je maďarsko-židovská šachistka, považovaná za nejlepší šachistku všech dob.

## Kariéra
V roce 1991, ve svých 15 letech a 4 měsících se stala velmistrem; tím překonala 33 let starý rekord Roberta Fischera. Dle FIDE Elo z listopadu 2010 (jež činí 2686) je 49. nejlepší šachista a (historicky) jediná žena v TOP 100. Žebříček žen bezpečně vede s náskokem téměř 100 bodů. Její osobní maximum bylo Elo 2735, které dosáhla v červenci a říjnu 2005. Její nejlepší umístění v top 100 bylo osmé místo.
Mezi jinými rekordy je jedinou ženou, která kdy hrála na „mužském“ mistrovství světa (roku 2005) a která dokázala porazit stávajícího mistra světa; celkově někdy zvítězila nad 11 bývalými nebo aktuálními mistry světa (např. Kasparovem, Karpovem, Ánandem, Spasským, Carlsenem), a to v klasickém i rapid šachu.
Díky systematickému a velmi kvalitnímu tréninku svého otce László Polgára slavila úspěchy již od mládí, stejně jako její dvě sestry Zsuzsa (Susan) Polgárová a Sofia Polgárová.
Roku 2014 ohlásila ukončení profesionální šachové kariéry, k němuž došlo v září 2015. To už byla zvolena novým kapitánem a šéftrenérem maďarské šachové (mužské) reprezentace a nositelkou nejvyššího maďarského ocenění, Velkého kříže Řádu svatého Štěpána.

## Herní styl
Polgárová vynikala zejména taktickým uměním a proslula agresivní hrou, snažící se držet iniciativu a vytvářet komplikace. V mládí byla velmi populární mezi obecenstvem pro svou ochotu k divokým výměnám a útokům. Upřednostňovala útočná zahájení, ale přizpůsobovala se také názorům trenéra. Podle americké šampionky Jennifer Shahade je možné, že Polgárová svým vzorem ovlivnila ženskou šachovou hru ve směru k větší útočnosti než u hry mužské.
Polgárová si dle vlastních slov velmi uvědomovala psychologický aspekt šachů a obvykle studovala konkrétní herní styl svého protivníka, aby mohla hrát adresně proti němu. V duelu s legendárním Garrim Kasparovem roku 2002 úmyslně použila postup, který sám Kasparov předtím uplatnil proti Kramnikovi, čímž ho donutila „hrát proti sobě samému“. Kasparov na to nedokázal správně zareagovat a prohrál.
Když byla v jednom rozhovoru dotázána na názor na hru proti počítači, řekla: „Šachy jsou ze 30 až 40 % psychologie. A to při hře proti počítači ztratíte. Nedokážu ho zmást.“